# DMM Bitcoin
DMM Bitcoin（ディーエムエム ビットコイン）は、日本の暗号通貨取引所である。

## 概要
株式会社テコテックの100％子会社の「株式会社東京ビットコイン取引所(TBX)」であったが、2017年12月に株式会社DMM FX ホールディングスへ譲渡。2018年1月11日より新ブランド「DMM Bitcoin」にて運営開始。それに伴い、2018年1月4日をもって東京ビットコイン取引所としてのサービスを停止した。新たな仮想通貨取引システムとして、仮想通貨取引プラットフォーム「SimplexCryptoCurrency」が採用している。

## 沿革
- 2016年（平成28年）
  - 11月、株式会社東京ビットコイン取引所として設立。資本金は１千万円。
- 2017年（平成29年）
  - 3月、仮想通貨取引所「東京ビットコイン取引所」を開設。
  - 6月、増資により資本金３千万円とする。
  - 9月、資金決済に関する法律第63条の3第1項の規定に基づいて、仮想通貨交換業者の登録の申請書を関東財務局に提出。また、増資により資本金８千万円とする。
  - 12月、会社名を「株式会社DMM Bitcoin」に商号変更。増資により資本金を12億9千万円とする。
- 2018年（平成30年）
  - 1月、口座開設の申し込みの受付を開始。
- 2019年（令和元年）
  - 6月、増資により資本金16億2千万円とする。
- 2020年（令和2年）
  - 3月、増資により資本金28億7千万円とする。
  - 5月、金融商品取引業者の登録。第1種金融商品取引業者（関東財務局長 第3189号）
- 2024年（令和6年）
  - 5月、約482億円相当の暗号資産の不正な流出が発生[7][8]。
  - 12月、廃業を発表[9][10]。
- 2025年（令和7年）
  - 3月をめどに顧客口座及び預かり資産をSBI VCトレードに移管予定[9][10]。

## 取り扱い通貨
2023年現在、DMM Bitcoinで現物取引が可能な通貨は18種類である。通貨は次の通り。
- 「ビットコイン（BTC）」

- 「イーサリアム（ETH）」

- 「リップル（XRP）」

- 「ポリゴン（MATIC）」

- 「チェーンリンク（LINK）」

- 「メイカー（MKR）」

- 「アバランチ（AVAX）」

- 「チリーズ（CHZ）」

- 「トロン（TRX）」

- 「ジパングコイン（ZPG）」

- 「ライトコイン（LTC）」

- 「ステラ・ルーメン（XLM）」

- 「イーサクラシック（ETC）」

- 「ビットコインキャッシュ（BCH）」

- 「ベーシックアテンショントークン（BAT）」

- 「エンジンコイン（ENJ）」

- 「オーエムジー（OMG）」

- 「モナコイン（MONA）」